# Scytodes triangulifera
Scytodes triangulifera är en spindelart som beskrevs av William Frederick Purcell 1904. Scytodes triangulifera ingår i släktet Scytodes och familjen spottspindlar. Inga underarter finns listade i Catalogue of Life.